# Microsoft Publisher
Мајкрософт паблишер (енг. Microsoft Publisher) је апликација за стоно издаваштво, која се разликује од Ворд-а по томе што је нагласак стављен на изглед странице и графички дизајн, а не на композицију текста и лектуру.

## Преглед
Паблишер је укључен у напреднија издања Офис-а, што одражава нагласак на апликацији као лакој за коришћење и јефтинијој алтернативи „тешкашима“ са фокусом на тржиште малих предузећа, где компаније немају наменске професионалци за дизајн на располагању за израду маркетиншких материјала и других докумената.  
Мајкрософт је 15. фебруара 2024. објавио да ће Паблишер бити укинут 13. октобра 2026.

## Компатибилност
Либреофис подржава власнички формат датотеке Паблишер-а (.пуб) од фебруара 2013. 